# Giosuè Janavel
Giosuè Janavel, anche italianizzato in Gianavello (Rorà, 1617 – Ginevra, 5 marzo 1690), è stato un condottiero italiano, appartenente alla comunità valdese.
Fu protagonista delle Pasque piemontesi del 1655, e preparò le istruzioni per il Glorioso rimpatrio dei Valdesi del 1689.

## Biografia
Nato a Rorà (località Vigne), nelle valli Valdesi, nel 1617, Janavel era un contadino relativamente benestante, con moglie e figli, quando la sua vita ebbe un brusco cambiamento nel 1655. In quell'anno il governo del ducato di Savoia lanciò un'operazione militare contro le popolazioni valdesi (Pasque piemontesi), volta ad eliminare la presenza protestante nelle valli.
Giosuè Janavel guidò la difesa di Rorà, e riuscì in un primo momento a respingere gli assalti delle truppe savoiarde. Il coraggio dimostrato gli valse i soprannomi di Leone di Rorà e Capitano delle valli. La resistenza durò però poco: i Valdesi furono sconfitti in val Germanasca il 10 maggio, e Janavel dovette espatriare, rifugiandosi in Queyras. Nonostante minacce alla famiglia ed una taglia di 300 ducati sulla sua testa, Janavel rimase latitante, e poco tempo dopo rientrò in patria, riorganizzando la guerriglia insieme a Barthélemi Jahier.
Janavel e Jahier guidarono diverse azioni fino al 18 giugno 1655, quando le truppe savoiarde attaccarono Angrogna. I Valdesi, dopo un primo sbandamento, riuscirono a fermare gli assalitori e contrattaccare, ma durante il contrattacco Janavel fu ferito in maniera piuttosto seria, e dovette essere trasportato in barella a Inverso Pinasca, dove nei giorni successivi riuscì a rimettersi.

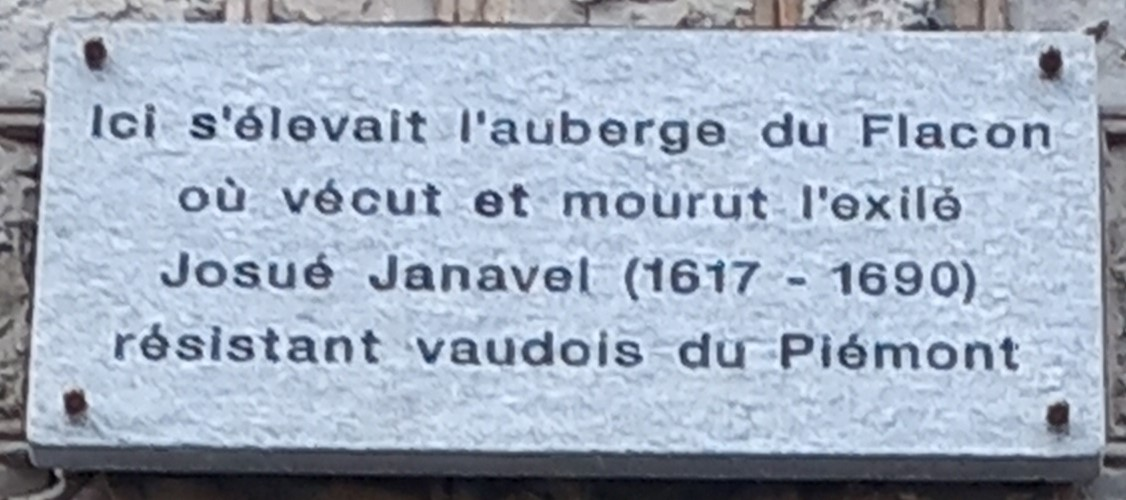
Lapide commemorativa in Rue de la Madeleine a Ginevra: qui sorgeva l'albergo del Flacon dove visse e morì Giosuè Gianavello resistente valdese del Piemonte.

A seguito di pressioni internazionali, l'iniziativa militare dei Savoia ebbe termine, ed il duca Carlo Emanuele II ripristinò lo status quo preesistente. Janavel rimase però latitante, continuando ad organizzare la resistenza armata. Negli anni successivi, organizzò diverse azioni di guerriglia, tenendo sotto pressione continua le truppe savoiarde, ed utilizzando casa sua come rifugio e quartier generale degli insorti. Il governo ducale lo condannò al bando ed alla pena di morte. Il 6 luglio 1663 le truppe sabaude attaccarono ancora Angrogna, ma furono sconfitte. La popolazione valdese voleva però la pace, ed a dicembre del 1663 accettò le condizioni del duca di Savoia, che prevedevano l'esilio di Janavel e dei suoi uomini. Un sinodo valdese sconfessò Janavel, che dovette espatriare e rifugiarsi a Ginevra. Qui fu ben accolto dalla locale popolazione protestante; continuò a tenere i contatti con le sue valli, nonostante fosse tenuto sotto stretto controllo sia dalle autorità locali che dal servizio segreto del Ducato di Savoia. Tornò anche almeno due volte clandestinamente nelle sue terre natali.
Janavel fu raggiunto nel 1686 dai profughi valdesi fuggiti dalle nuove persecuzioni di Vittorio Amedeo II di Savoia. Qui collaborò attivamente ad organizzare il rientro dei Valdesi nelle loro terre, che ebbe luogo nel 1689, con il Glorioso rimpatrio. Troppo anziano per unirsi agli uomini del Rimpatrio, Janavel mantenne un ruolo di organizzatore; in particolare, scrisse le istruzioni militari a cui il gruppo avrebbe dovuto attenersi durante l'operazione.
Janavel morì a Ginevra il 5 marzo 1690, per idropisia.
La casa di Giosuè Janavel, detta la Gianavella, è ancora esistente; dopo diverse vicissitudini, fu acquistata dalla Tavola Valdese ad inizio secolo. Attualmente è stata ristrutturata, ed adibita a struttura ricettiva e museale.